# دهستان حکم‌آباد
حکم‌آباد، دهستانی از توابع بخش عطاملک شهرستان جوین در استان خراسان رضوی ایران به مرکزیت شهر حکم‌آباد است.
مرکز دهستان حکم آباد واقع در ۵۵ کیلومتری شهرستان‌های سبزوار و اسفراین با جمعیتی بیش از هفت هزار نفر محل اتصال بیش از یکصد روستای کوچک و بزرگ و شهرهای نقاب و جغتای و سلطان‌آباد به جادهٔ راهبردی سبزوار – بجنورد (محور شمال – جنوب) است. این مرکز در مجاورت کارخانجات گچ ماهان سبزوار، خوراک دام جوین و دیگر کارگاه‌های صنعتی و تجارتی محل مناسبی جهت اشتغال جوانان در کنار ده‌ها چاه عمیق کشاورزی و دشت‌های وسیع زراعی بوده و استعداد سرمایه‌گذاری‌های مختلف را دارا می‌باشد. عبور جاده‌های مختلف از جمله جادهٔ سبزوار، جوین و جادهٔ اسفراین از داخل این مرکز موقعیت‌های متعددی را برای امور تجاری و کارگاهی ایجاب می‌کند. این مرکز به همراه هجده روستای مجاور خود بخش عطاملک را تشکیل می‌دهند. این بخش با جمعیتی بیش از بیست هزار نفر و با وسعتی بیش از پانصد کیلومتر مربع در حاشیهٔ راه‌آهن سراسری تهران – مشهد و با دو ایستگاه راه‌آهن بنام‌های بیهق و اسفراین و صدها چاه عمیق و هزاران هکتار مزرعهٔ گندم، جو، چغندر قند و صدها هکتار باغ‌های انگور، بادام و پسته در قسمت شرق بخش جوین واقع است.
بخشی از مردم حکم‌آباد به گمان برخی مردم، در اصل تبریزی می‌باشند. بخشی از مردم حکم آباد، یزدی هستند که برای حفر قنات به دشت جوین آمده و ساکن شده‌اند ۴۰ درصد جمعیت آبادی و بومی‌اند. البته خانوارهایی از کلاته عرب و پیراکوه و مردمان کوچ‌نشین کرمانج نیز طی ۲۰ سال اخیر ساکن حکم آباد شده‌اند.
بر اساس سرشماری سال ۱۳۹۰ جمعیت آن ۶٬۵۳۳ نفر و ۱٬۱۲۱ خانوار است و از قدیم پرجمعیت‌ترین روستا جوین و سبزوار بوده‌است.

## جمعیت
بر اساس سرشماری سال ۱۳۸۵ جمعیت این دهستان (۳٬۸۹۱ خانوار) برابر با ۱۵٬۰۹۴ نفر بوده‌است. پس از جدا شدن دهستان زرین، جمعیت این دهستان در سال ۱۳۹۰ به ۱۱٬۱۸۶ نفر کاهش یافته‌است.